# Tainia caterva
Tainia caterva är en orkidéart som beskrevs av Tsan Piao Lin och W.M.Lin. Tainia caterva ingår i släktet Tainia och familjen orkidéer. Inga underarter finns listade i Catalogue of Life.